# Opel Omega
Opel Omega byl poprvé uveden na trh v roce 1986. V 90. letech minulého století (po vyřazení Opelu Senator z výroby) byl největším a nejluxusnějším modelem této značky. V Evropě se prodával pod názvem Opel Omega, v Británii jako Vauxhall Carlton a později Vauxhall Omega (v nejsilnější verzi jako Vauxhall Lotus Carlton/Opel Lotus Omega). Na trh byly uvedeny dvě generace tohoto modelu, označované "A"-starší verze a "B"-novější verze. Obě verze prošly ve svém životě faceliftem (verze A v roce 1990, verze B v roce 1999).
Opel Omega A se vyráběl v letech 1986-1994. Omega B pak v letech 1994-2003. Oba dva vozy se řadily do kategorie vyšší střední třída. Prodávaly se karosářské verze sedan a kombi (označovaného jako "Caravan"). Motory byly kvalitní, benzínové byly od Opelu, některé dieselové motory kupoval Opel od BMW. Ačkoliv se jednalo o velmi prodávaný model, v roce 2003 byl nahrazen zvětšeným a zmodernizovaným Opelem Vectra. Ten pak v roce 2008 nahradila Insignia.

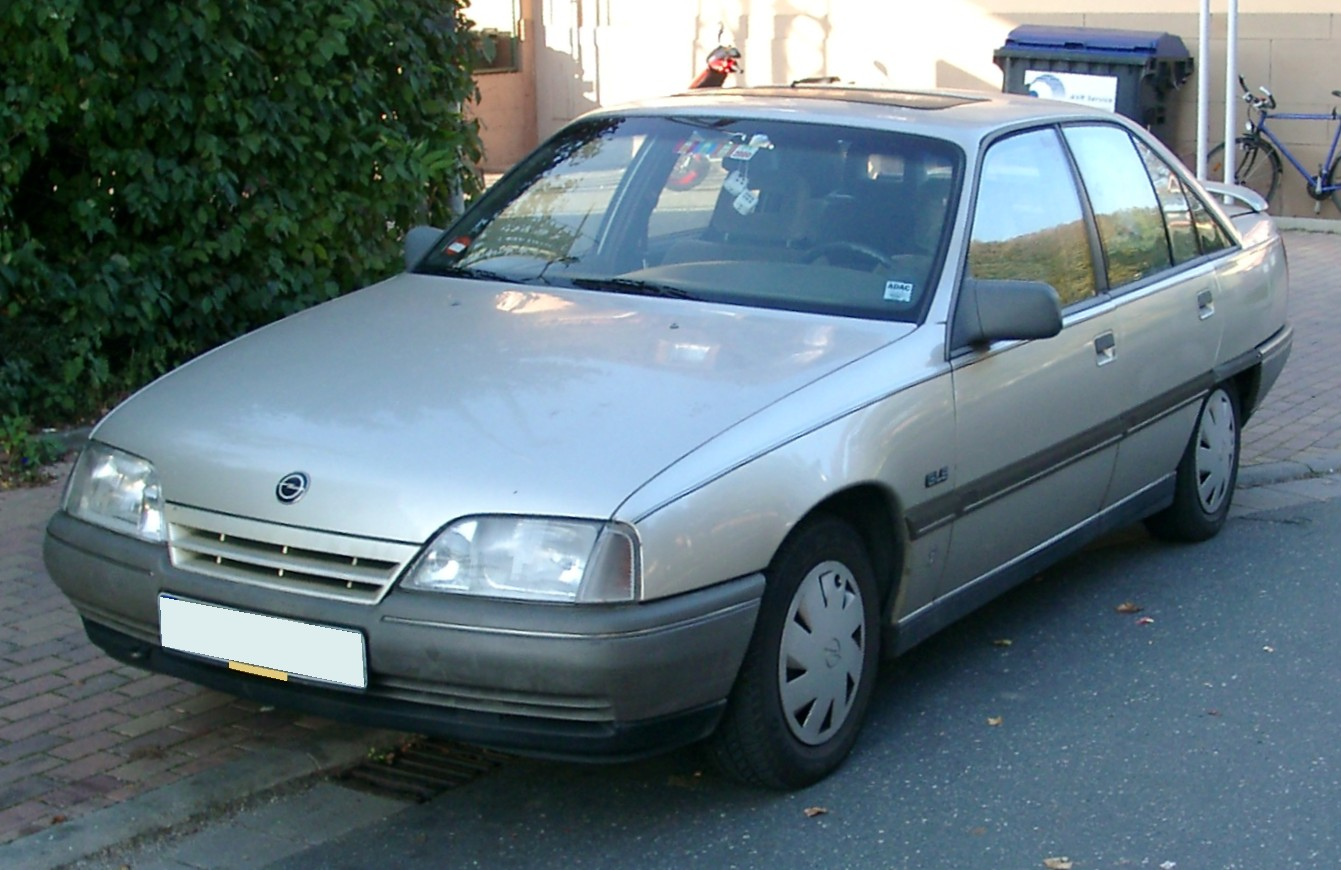
Opel Omega A1 (1986–1990)
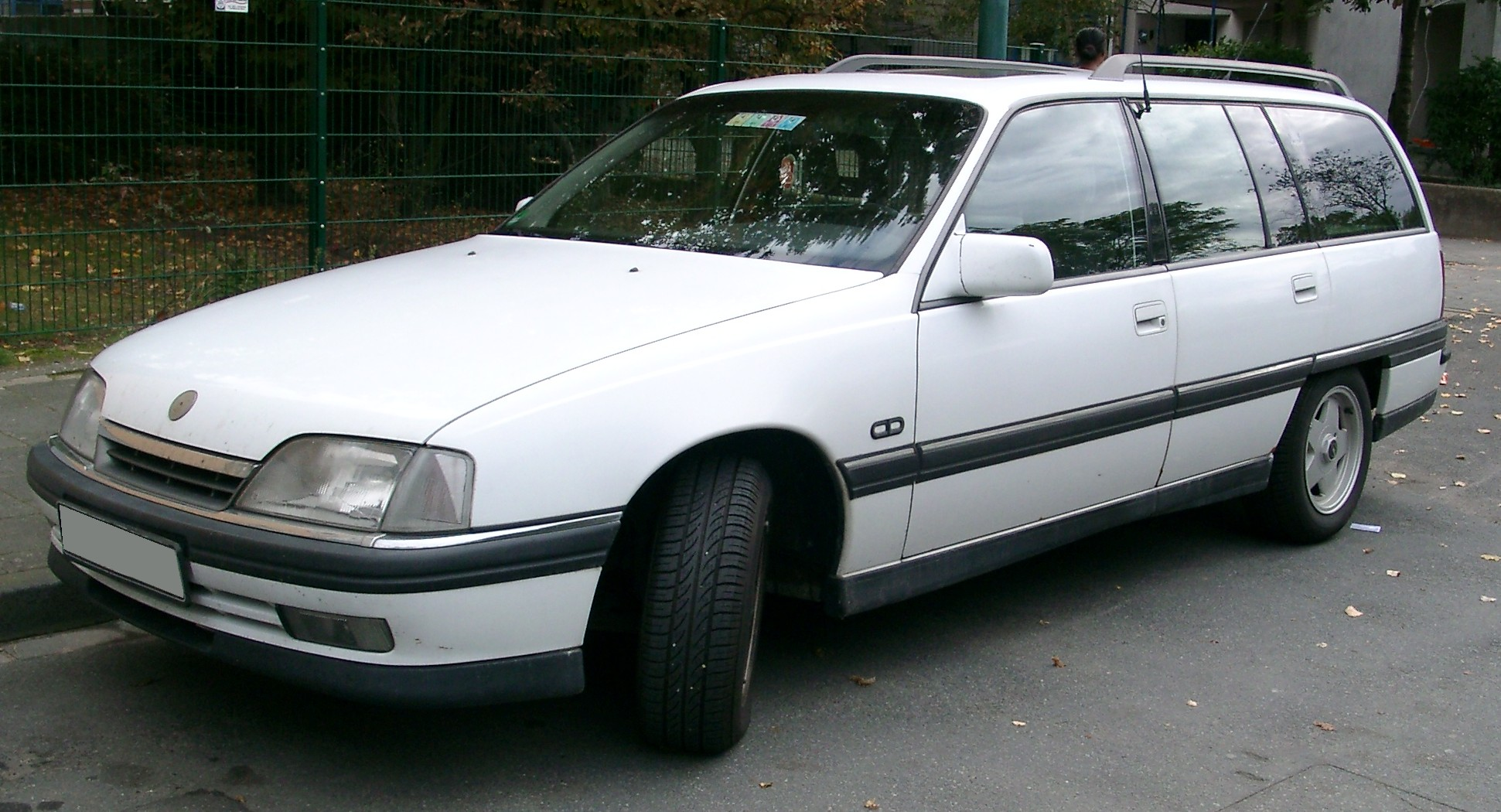
Opel Omega A2 (1990–1993)
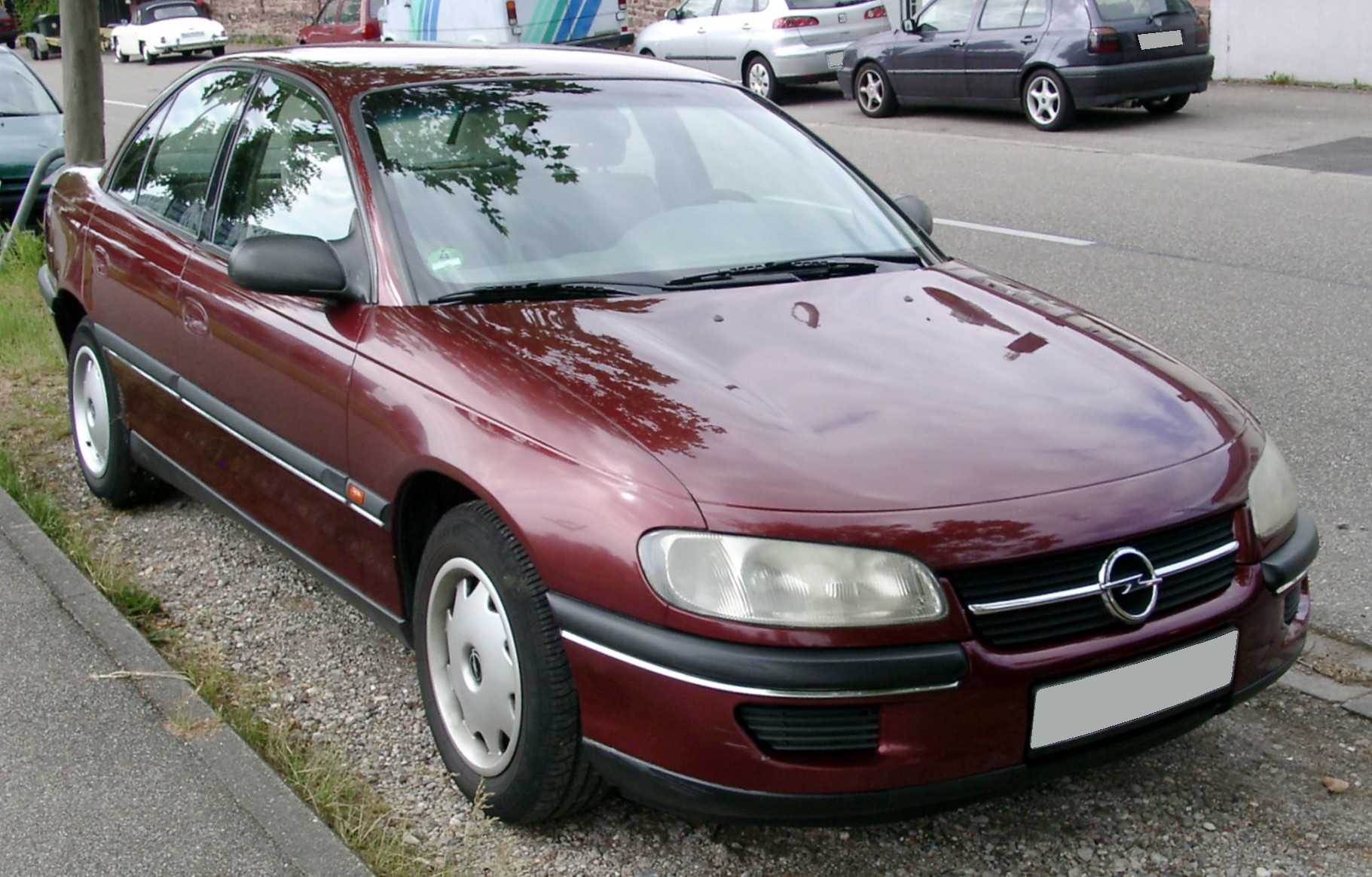
Opel Omega B1 (1994–1999)
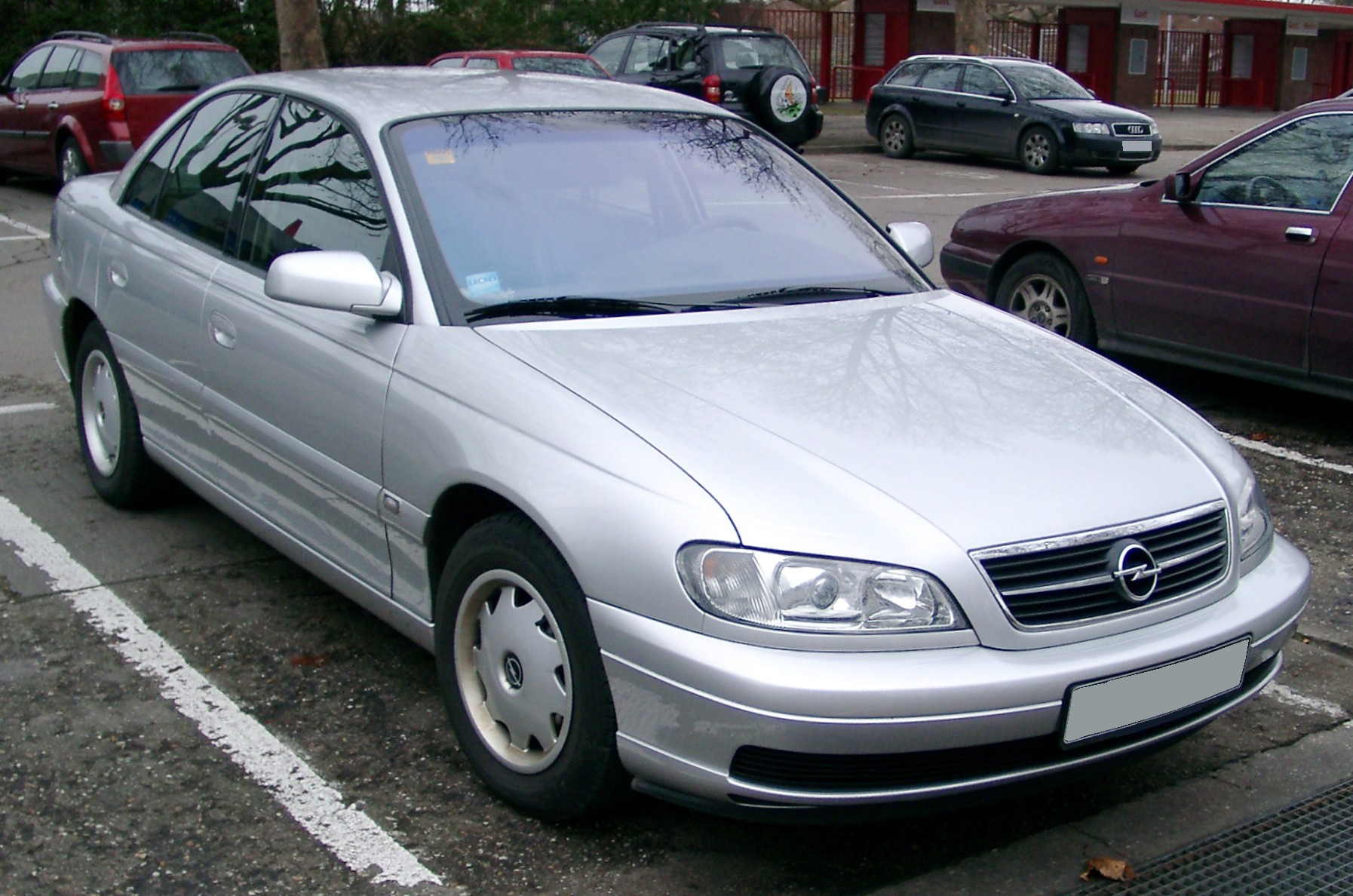
Opel Omega B2 (1999–2003)

## Speciální verze Omegy A

### Omega 3000
Sportovní model řady Omega. Byl poháněn 3 litrovým, řadovým šestiválcem C30NE s 12 ventily, který dodával 130 kW (175 HP). Od standardních modelů se také lišil sníženým podvozkem, samosvorným diferenciálem a přidáním zadního křídla. Měl maximální rychlost 220 km/h a zrychlení 0-100 km/h trvalo 8,8 sekundy. Ve Velké Británii se prodával pod jménem Carlton GSi 3000.
V říjnu 1989 byl do nabídky přidán volitelný motor DOHC C30SE, který měl 24 ventilů a systém proměnné délky sání nazývaný Dual Ram. Výkon se zvýšil na 150 kW (200 HP), maximální rychlost se zvýšila na 240 km/h a doba zrychlení 0-100 km/h se snížila na 7,6 sekundy.

### Omega Evolution 500
Tato verze byla limitovaná edice ve spolupráci s tuningovou firmou Irmscher. Byla postavena aby mohl Opel soutěžit v DTM. Motor C30XEI byl založen na motoru C30SE z Omegy 3000. Jeho vylepšená konstrukce umožnila zvýšení výkonu na 172 kW (230 HP). Maximální rychlost se zvýšila na 250 km/h a doba zrychlení 0-100 km/h se snížila na 7,5 sekundy.
Také byla možnost zakoupit Omegu Evolution 500 s čtyřlitrovým, řadovým šestiválcem C40NE o výkonu 200 kW (268 HP).